# El último elfo (novela)
El último elfo es una novela infantil de Silvana De Mari publicada por Belacqua en el 2005. Se ha escrito inicialmente en italiano con el título L'ultimo elfo.

## La autriz
Silvana de Mari nació en Caserta, ciudad de Italia, en 1953. Es escritora, psicoterapeuta y doctora. Vive en Turín con su familia. Tiene una práctica privada de psicoterapia y trabajó cómo voluntaria en Italia y en Etiopía. L'ultimo elfo fue el primer libro traducido en español; en el 2007, también fue traducida su continuación, intitulada El último orco.

## Trama
El protagonista de la novela, por supuesto, el último elfo, se llama Yorshkrunsquarkljolnerstrink, pero por todo el libro sigue siendo llamado solamente Yorsh. Después de quedarse el único de su estirpe, va por el bosque sin un destino preciso, mientras que la interminable lluvia, causa de la extinción de los elfos, sigue cayendo. Todos los hombres creen que la lluvia está causada por el poder de los elfos, pero nadie sabe que  ha causado una aluvión que destruyó completamente el lugar donde vivían los Elfos y mató a todos sin Yorsh.
Intentando sobrevivir, encuentra a una mujer, Sajra, que se queda con el pequeño elfo por todo el libro y, junto a Monser, un cazador que se une un poco más después, lo protege. Los tres llegan a la capitál del Reino, Dáligar, esperando de huir de la extrema pobreza que todos tres sufren. Por desgracia, Yorsh utiliza imprudentemente sus poderes, que todavía no sabe controlar completamente, resultando en la pena de muerte para él y los otros dos humanos que lo han acompañado. Afortunadamente, huyen de la cárcel y durante la escapada, Yorsh lee en las paredes unas palabras en lengua antigua que parecen una profecía riguardante él mismo.
Huyendo de Daligar, llegan en una casa solitaria en cima de un volcán, dónde un viejo dragón vive disfrutando del calor de la montaña. El dragón explica al trío que esa lluvia está causada por un meteorito y que es temporanea aunque muy abundante. Yorsh dice que se quiere quedar con el dragón, despidiendose con Sarja y Monser que irán a vivir juntos en Arstrid, donde se casarán y tendrán una hija llamada Rosalba.
Trece años después, empezando la segunda parte del libro, Yorsh está todavía con el dragón en la casa en cima de la montaña, y pasa los días leyendo los viejos libros de la grande biblioteca de la casita, situada en una caverna muy cerca. En estas lecturas, descubre que el comportamiento de su viejo amigo es normal porque se está gestando. Eso lo lee muy cerca del momento en lo cual el dragón deja su hijo en la casita y, gritando su nombre "Erbrow", se mata en el océano. Entonces, Yorsh cuida del pequeño dragón y le enseña volar, acción que hace recuperar al pequeñito todo lo que sabía su padre.
En Daligar, el lectór aprende de la vida de una niña llamada Robi que, sin padres, está en un lugar dónde se cuidan de todos huérfanos; ellos son tratados sin un mínimo de respeto. Ella, en un momento del libro, se encuentra por primera vez con Yorsh, que parece que se ha enamorado de ella, y por eso la condenan y la detienen en la cárcel de Daligar. Gracias a Yorsh consigue, junto a todos los otros niños, de huir de la capitál, aprendiendo que ella y Yorsh están ya unidos de una profecía, la misma que el elfo leyó hace trece años. Con la ayuda del dragón, que se tomó el nombre de su padre, Yorsh conduce los niños en un lugar seguro en la costa, aunque alguien mata a Erbrow, que se sacrifica para salvar a todos. En la costa, el elfo y los niños crean un pequeño pueblo, donde todos pueden ser libres.